# Corso Europa (Genova)
La strada denominata corso Europa è una delle più lunghe di Genova e rappresenta il principale asse di collegamento del levante cittadino, estendendosi fra l'ex delegazione di San Martino fino al quartiere di Nervi, all'estrema propaggine orientale.
La sua costruzione, avvenuta nei primi anni sessanta mutò significativamente la fisionomia dei quartieri attraversati, caratterizzandone il paesaggio e favorendo l'espansione edilizia.

## Storia

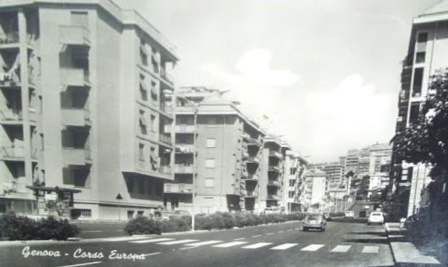
Corso Europa in una cartolina d'epoca

L'idea di una strada "pedemontana" di collegamento fra Nervi e il centro della città risale alla fine degli anni quaranta.
Al tempo l'unico collegamento stradale era costituito dal tracciato litoraneo della via Aurelia, strada carrabile pressoché parallela alla più stretta via romana, sulla quale erano presenti anche i binari della rete tranviaria cittadina.
I lavori per la costruzione dell'arteria furono avviati nel 1950 e, dopo una sospensione che vide l'apporto di sostanziali varianti di progetto le quali causarono non poche polemiche legate alle speculazioni edilizie che coinvolsero le aree attraversate, vennero ripresi nel 1956 con cantieri strutturati su 4 lotti e diversi sub-lotti:
- il primo tronco, dall'inizio di via San Martino a via Isonzo, fu aperto nel 1959; tale tratta impose il taglio del colle di San Martino, alla cui viabilità fu data continuità mediante la costruzione del ponte di via Lagustena;
- il secondo tronco, la cui principale opera d'arte è costituita dal viadotto di scavalco del torrente Sturla, nell'omonimo quartiere, terminava a Quarto all'altezza di via Pianelletti e fu inaugurato nel 1961;
- il terzo tronco, appaltato il 20 ottobre 1960, terminava all'altezza di via Fabio Filzi, subito a monte della stazione ferroviaria di Quinto e fu consegnato nell'estate del 1963;
- il quarto tronco fu l'ultimo a essere realizzato e richiese l'abbattimento di alcune abitazioni nella zona dell'allora via Santorre di Santarosa, fra Quinto e Nervi nonché la costruzione di un importante manufatto di scavalco del torrente Nervi lungo 260 metri con relativo svincolo verso via Oberdan; questi ultimi furono inaugurati nel 1964, un anno dopo il resto della tratta.

## Caratteristiche e percorso
Battezzata corso Europa, l'allora nuova arteria stradale genovese misurava complessivamente 6,5 km ed era concepita come arteria a scorrimento veloce, con sopraelevazione di alcune curve e due corsie per ciascun senso di marcia, su carreggiate separate.
Procedendo da ponente a levante, la strada serve l'ospedale San Martino mediante accessi dalle trasversali viale Benedetto XV, via Pastore e via Mosso. Nel medesimo quartiere di San Martino si affaccia inoltre su corso Europa la sede RAI della Liguria (un edificio di stile moderno, inaugurato nel 1967, 37.360 m³ di volumetria per 13 piani, di cui due sotterranei) e, pur senza accesso diretto, villa Donghi, edificio fatiscente benché sottoposto a tutela in base al decreto legislativo n. 42 del 22 gennaio 2004, con un vincolo che risale al 1934.
Superato il colle di San Martino e raggiunta la valle del rio Chiappeto, la strada fiancheggia lo stadio Giacomo Carlini, edificato nel 1912 a cura della società Nafta con l'annesso cottage, che era raggiungibile mediante un lungo ponte pedonale da via Borgoratti: la costruzione di corso Europa impose l'abbattimento di una porzione di tale manufatto, rendendolo da allora inservibile.
Oltrepassata la valle dello Sturla, il quartiere di Quarto presenta aree la cui edificazione è coeva o successiva a quella della strada, nonché il primo degli svincoli a livelli sfalsati che conduce a via Carrara. In prossimità di una delle rampe è possibile accedere al Museo Garibaldino allestito in alcune sale di villa Spinola, luogo in cui Giuseppe Garibaldi fu ospitato prima di imbarcarsi per la spedizione dei Mille. Un altro complesso edilizio degno di nota è la quattrocentesca villa Doria Spinola, che sorgeva lungo via romana della Castagna, tagliata dalla nuova arteria, i cui terreni furono in parte espropriati per la costruzione di corso Europa e che in seguito furono ulteriormente ridotti a beneficio di un grande albergo e di un supermercato.
Dopo il secondo svincolo, che consente di immettersi sull'autostrada A12, si oltrepassa la valle del torrente Bagnara, su cui insiste parte del complesso residenziale denominato Colle degli Ometti, raggiungendo dapprima Quinto al Mare e, successivamente, Nervi, in corrispondenza del locale complesso ospedaliero.

## Trasporto pubblico
Nel secondo dopoguerra il trasporto pubblico genovese, ancora fortemente incentrato sull'estesa rete tranviaria, vide l'introduzione di autoservizi in concorrenza con quest'ultima, che si avvalevano della facoltà di saltare numerose fermate collegando estremi opposti della città, prendendo il caratteristico nome di "linee celeri". La costruzione di corso Europa, strada nata per consentire velocità elevate rispetto a quelle dell'epoca, comportò l'istituzione di una nuova linea "celere" fra la centrale piazza De Ferrari e Capolungo, che percorreva per intero la nuova arteria pedemontana e per tale motivo era contrassegnata dalla lettera P.
La linea celere P fu risparmiata dalle soppressioni avvenute nel 1967, in quanto rappresentava l'unico collegamento transitante per corso Europa e, a tutti gli effetti, svolgeva un servizio ordinario osservando tutte le fermate. All'atto della riforma del trasporto pubblico a Genova entrata in vigore il 30 luglio 1973, la stessa venne semplicemente rinominata come linea 17 della rete AMT.
Nel quadro di una mutata politica che, rispetto agli anni sessanta, mirava a riequilibrare l'utilizzo del trasporto pubblico rispetto alla mobilità privata, cui la strada era dedicata, alla fine degli anni ottanta, nell'ambito delle opere pubbliche cittadine da realizzare con i fondi dell'Expo '92 Genova, venne ipotizzata la realizzazione di una tranvia o di un people mover sopraelevato, ma il progetto venne abbandonato. Un decennio dopo, nel 1998, nella prima parte di corso Europa fu tuttavia attivato il cosiddetto asse attrezzato di corso Europa, una busvia che si avvale di percorsi riservati a centro strada e del controllo semaforico finalizzato alla regolarità delle corse degli autobus.
Per la costruzione di tale infrastruttura fu rettificato il profilo trasversale di alcune curve, diminuendone la pendenza, e soppressa la vegetazione presente nell'aiola centrale a favore di una platea in cemento di pari larghezza. Tale opera, che si è rivelata tra i più importanti e sistemi per il trasporto pubblico della città, fu realizzata grazie ad un investimento di 4,8 miliardi di lire finanziati dal Ministero dell'Ambiente e dal Comune di Genova.
L'asse attrezzato, che parte in realtà da corso Gastaldi, l'arteria che rappresenta il proseguimento verso il centro di corso Europa, si sviluppa fino a Quarto, all'incrocio con via Shelley. La busvia vera e propria ha inizio, in direzione levante, all'altezza dell'intersezione con via Pastore, per la sola corsia ovest-est, diventando a due corsie all'altezza della fermata del pronto soccorso e impegnando successivamente le fermate di via della Piazzetta (stadio Carlini), via Isonzo, via Swinburne e via Shelley, tutte in corrispondenza di semafori e protette con barriere salva persone.